# مكتبة دار الكتاب العامة
مكتبة دار الكتاب العامة بصلالة - سلطنة عمان
بدايتها:

قبل نحو 70 عاما في مطلع الأربعينيات من القرن الماضي في هذا الموقع تم تأسيس المكتبة في هذا الموقع، وبانتقال الأستاذ إلى منزله الجديد بصلالة الجديدة في عام 1983م تمت تهيئة موقعاً في المنزل الجديد للمكتبة بمساحة 40 مترا، ضمت في جنباتها عدداً من الكتب والموسوعات والدوريات قدرت في ذلك الوقت بحوالي 4000 كتاب.

وفي عام 2005م أعاد توسعة المكتبة عندما ضاقت بمحتوياتها التي تجاوزت أعدادها 8000 كتاب وتم إنشاء مبنى مستقل للمكتبة في فناء المنزل بمساحة حوالي 80 مترا.

ثم جاءت فكرة تحويل المكتبة الخاصة إلى مكتبة عامة لفتحها أمام الجمهور حيث قام الأستاذ بإعادة بناء منزله القديم وهيأه وفق رؤيته للمكتبة، وجعله وقفًا لخدمة المكتبة ومرتاديها.

افتتحت المكتبة رسميا بتاريخ 23 فبراير 2015م تحت رعاية السيد هيـثـم بن طارق بن تيمورآل سعيد وزير التراث والثقافة.
أهدافها:
- توسيع دائرة الاهتمام بالمعرفة بين مجتمعنا المحلي.
- نشر ثقافة القراءة في المكتبات العامة.
- تقديم خدمة نوعية للقراء والباحثين.
- تطوير المكتبة باستمرار لتكون مركز إشعاع ثقافي في محافظة ظفار.

معلومات أخرى:
- تقع المكتبة في قلب صلالة الوسطى جنوب غرب نادي ظفار الرياضي.
- تسقبل المكتبة مرتاديها من 9 صباحا إلى 1 ظهرا ومن 5 مساء إلى 9 ليلا من السبت وإلى الخميس.
- نظام الإعارة غير متاح.
- جميع الخدمات مجانية.

موقع المكتبة الإلكتروني:
http://www.dar-alketab.com